# Taphozous perforatus
Taphozous perforatus е вид прилеп от семейство Emballonuridae. Видът не е застрашен от изчезване.

## Разпространение и местообитание
Разпространен е в Бенин, Ботсвана, Буркина Фасо, Гамбия, Гана, Гвинея-Бисау, Демократична република Конго, Джибути, Египет, Етиопия, Зимбабве, Йемен, Израел, Индия, Иран, Кения, Мавритания, Мали, Нигер, Нигерия, Оман, Пакистан, Саудитска Арабия, Сенегал, Сомалия, Танзания, Того, Уганда и Южен Судан.
Обитава скалисти райони, гористи местности, пустинни области, места със суха почва, пещери, градини и савани в райони с тропически климат, при средна месечна температура около 24,2 градуса.

## Описание
На дължина достигат до 7,3 cm, а теглото им е около 24,4 g.
Популацията на вида е стабилна.